# Яків (Вечерков)
Архієпископ Яків (Яків у світі Йосип Іванович Вечерков; рос. Иосиф Иванович Вечерков; 15 квітня 1792, слобода Серебрянка Новооськільського повіту Курської губернії (тепер Бєлгородська область) — 1 червня 1850, м. Санкт-Петербург) — український церковний діяч у Російській імперії. Місіонер. Просвітитель фіно-угорських країн Поволжя.
Архієпископ Нижньогородський і Арзамаський ВПСРІ.

## Біографія
1819 року закінчив Петербурзьку духовну академію кандидатом третього класу. Був ректором Катеринославської духовної семінарії та архімандритом Григорівського Бізюкового монастиря. 6 квітня (або, за старим стилем, 27 березня) 1832 року його було висвячено на єпископа Саратовського та Царицинського. Пізніше продовжив службу також на Волзі: від 25 січня 1847 — єпископ Нижньогородський і Арзамаський (з 15 квітня 1849 — архієпископ). Там прикладав зусилля до навернення старообрядців до офіційного православ'я, написав багато пропагандивних книжок із цієї тематики. 1850 року був викликаний до Петербурга в церковних справах і там раптово помер.
Значення особи Якова Вечеркова для історії України полягає головно в тому, що він під час служби тут допомагав єпископу Гавриїлу (Розанову) збирати історичні матеріали, і в першу чергу усні оповіді сторічного запорожця Микити Коржа.